# Ojus
Ojus és una concentració de població designada pel cens dels Estats Units a l'estat de Florida. Segons el cens del 2000 tenia 16.642 habitants.

## Demografia
Segons el cens del 2000, Ojus tenia 16.642 habitants, 7.089 habitatges, i 4.345 famílies. La densitat de població era de 2.303,1 habitants/km².
Dels 7.089 habitatges en un 27,6% hi vivien nens de menys de 18 anys, en un 46,2% hi vivien parelles casades, en un 11,3% dones solteres, i en un 38,7% no eren unitats familiars. En el 33,1% dels habitatges hi vivien persones soles el 16,5% de les quals corresponia a persones de 65 anys o més que vivien soles. El nombre mitjà de persones vivint en cada habitatge era de 2,33 i el nombre mitjà de persones que vivien en cada família era de 2,98.
Per edats la població es repartia de la següent manera: un 21,5% tenia menys de 18 anys, un 6,4% entre 18 i 24, un 26,9% entre 25 i 44, un 25,6% de 45 a 60 i un 19,5% 65 anys o més.
L'edat mediana era de 42 anys. Per cada 100 dones de 18 o més anys hi havia 83 homes.
La renda mediana per habitatge era de 33.294 $ i la renda mediana per família de 41.693 $. Els homes tenien una renda mediana de 34.773 $ mentre que les dones 28.781 $. La renda per capita de la població era de 25.392 $. Entorn de l'11,1% de les famílies i el 13,5% de la població estaven per davall del llindar de pobresa.

## Poblacions més properes
El següent diagrama mostra les poblacions més properes.